# Matthew Collier
| 11739 Baton Rouge | 25 settembre 1998 |

Matthew Collier (...) è un astronomo statunitense.
Il Minor Planet Center gli accredita la scoperta di due asteroidi, effettuate entrambe nel 1998 in collaborazione con altri astronomi: Geoff Burks e Walter R. Cooney, Jr..